# Lago de Lecco
Lago de Lecco no existe, existe es el a veces llamado ramo di Lecco, es aquella parte del lago de Como oriental y meridional que queda hacia Lecco. En realidad, el lago de Lecco no existe, el lago es uno solo y es el Lago de Como.
Como la vertiente de Como, así también el ramal de Lecco (que se define como el apéndice oriental de la famosa "Y" rovesciata) tiene características particulares. En primer plano la profundidad del fondo es muy elevada, que lleva el Lario en la clasificación de los lagos europeos más profundos. La cuenca está situada a una altitud de 199 m s. n. m. y sus límpidas aguas están rodeadas por numerosos pueblos de pequeñas dimensiones.
La orilla de Lecco es turísticamente menos relevante que la de Como, de manera que su naturaleza está más conservada. El paisaje está dominado por cadenas montañosas rocosas. Los montes del Lario de Lecco varían en altura desde los 922 m del Monte Barro a los 2410 m del majestuoso Grignone, pasando por los 1276 m del Moregallo y los 1877 m del Resegone. El Resegone, en particular, por su singular forma dentada, lo describe Manzoni.

## Enlaces
- Monte di Mandello